# 양성초등학교 (경기)
양성초등학교는 대한민국 경기도 안성시 양성면 동항리에 있는 공립 초등학교이다.

## 학교 연혁
- 1910년 4월 1일 사립적성학교 설립(양성사립보통학교)
- 1912년 4월 1일 양성공립보통학교 개교(4년제)
- 1938년 4월 1일 양성공립심상소학교로 개칭
- 1941년 4월 1일 양성공립국민학교로 개칭
- 1949년 9월 1일 양성국민학교 개칭
- 1964년 9월 1일 방축분실 설치
- 1966년 12월 6일 방축분교장으로 승격
- 1969년 3월 3일 방축국민학교 승격
- 1981년 3월 1일 병설유치원 인가(1학급)
- 1986년 3월 1일 방축국민학교 편입
- 1994년 2월 28일 방축분교 폐교(본교 통합)
- 1996년 3월 1일 양성초등학교로 개정
- 1998년 11월 24일 향토관 설치
- 1999년 3월 1일 양성 초·중통합학교로 운영
- 2010년 4월 1일 개교 100주년
- 2013년 3월 1일 유네스코 학교 지정
- 2014년 3월 1일 제30대 임규석 교장선생님 부임
- 2015년 3월 1일 로봇 창의 교육사업 (창의교실 지정학교)
- 2015년 3월 1일 7학급 편성 운영(특수1)
- 2016년 2월 12일 제102회 졸업식 (총 11,644명 졸업)
- 2016년 3월 1일 7학급 편성 운영 (특수1)

## 참고 자료
- 양성초등학교 - 한국교육학술정보원 학교알리미